# HW-1
HW-1 fue un cohete alemán desarrollado en 1931 por Johannes Winkler. Fue el primer cohete de combustible líquido en ser lanzado exitosamente en Europa, el 14 de marzo de 1931, desde un campo a las afueras de Dessau.
El cohete iba propulsado por oxígeno líquido y metano líquido. La mezcla fue elegida después de que Hermann Oberth determinase que era la más eficiente, tras la mezcla de oxígeno líquido e hidrógeno líquido.
Se hicieron dos lanzamientos del HW-1, el primero el 21 de febrero de 1931, que fue un fracaso, y el segundo lanzamiento, exitoso, el 14 de marzo de 1931, alcanzando 500 m de altura.
El cohete estaba compuesto de tres tanques: uno para el metano, otro para el oxígeno y otro para el nitrógeno usado para presurizar el motor. Los tanques iban dispuestos como las tres patas de un taburete, con el motor, que consistía simplemente en un cilindro de 7 cm de largo, en el centro, alimentado por los tanques.

## Especificaciones
- Longitud: 0,6 m
- Peso: 5 kg
- Propulsante: 1,7 kg de oxígeno y metano líquidos